# Gmina Hadžići
Gmina Hadžići (boś. Općina Hadžići) – gmina w Bośni i Hercegowinie, w kantonie sarajewskim. W 2013 roku liczyła 23 891 mieszkańców.